# 19584 Сараджерін
19584 Сараджерін (19584 Sarahgerin) — астероїд головного поясу, відкритий 13 липня 1999 року.
Тіссеранів параметр щодо Юпітера — 3,388.